# An-Numan ibn Baixir
An-Numan ibn Baixir ibn Sad ibn Thàlaba ibn Jalàs ibn Zayd al-Ansarí al-Khazrají (àrab: النعمان بن بشير بن سعد بن ثعلبة بن جلاس بن زيد الأنصاري الخزرجي, an-Nuʿmān b. Baxīr b. Saʿd b. Ṯaʿlaba b. Jalās b. Zayd al-Anṣārī al-Ḫazrajī), més conegut simplement com an-Numan ibn Baixir, fou un company del profeta Mahoma, governador de Kufa i governador d'Homs. Era fill del també company del Profeta Baixir ibn Sad. En la guerra civil va donar suport a Muàwiya I contra Alí ibn Abi-Tàlib. El 658/660 fou enviat contra Màlik ibn Kab al-Arhabí que ocupava, en nom d'Alí, la posició d'Ayn al-Tamr, a la frontera entre Síria i l'Iraq; va assetjar la plaça però fou rebutjat. El 679 fou nomenat governador de Kufa, on la població, antics seguidors d'Alí, li fou hostil. Yazid I ibn Muàwiya (680–683) el va confirmar l'abril del 680, però no va restar al càrrec gaire temps i fou substituït per Ubayd-Al·lah ibn Ziyad governador de Bàssora (càrrec que va mantenir). El 682 quan es va revoltar Medina, al-Numan hi fou enviat però no va aconseguir la submissió. A la tornada fou enviat com a governador a Homs. A la mort de Yazid el novembre del 683 es va declarar per Abd-Al·lah ibn az-Zubayr, però l'estiu del 684 ad-Dahhak ibn Qays al-Fihrí, un dels principals seguidors d'Abd Allah, fou derrotat a Marj ar-Ràhit i an-Numan va haver de fugir, però fou atrapat i mort. Hauria donat nom a la ciutat de Maarat an-Numan.